# Geschichte der Besiedlung der Marschen

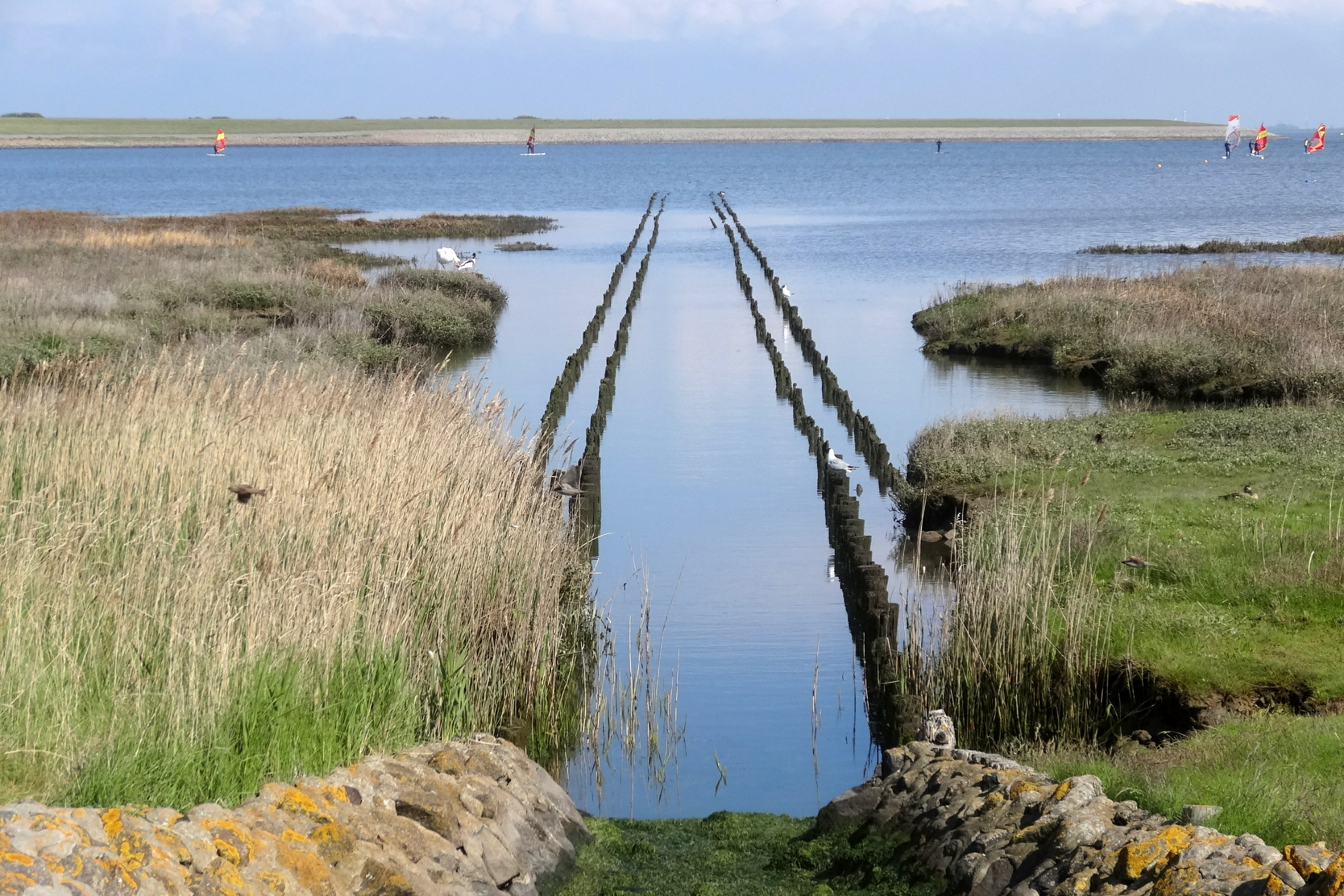
Nationalpark Niedersächsisches Wattenmeer

Die Geschichte der Besiedlung der Marschen der nordwestdeutschen Küsten zu erforschen wird durch die ausgezeichneten Erhaltungsbedingungen für organische Materialien erleichtert. Sie schaffen die Möglichkeit, die Auseinandersetzung der Bewohner der norddeutschen Marsch mit den Naturgewalten über Jahrtausende zu verfolgen.

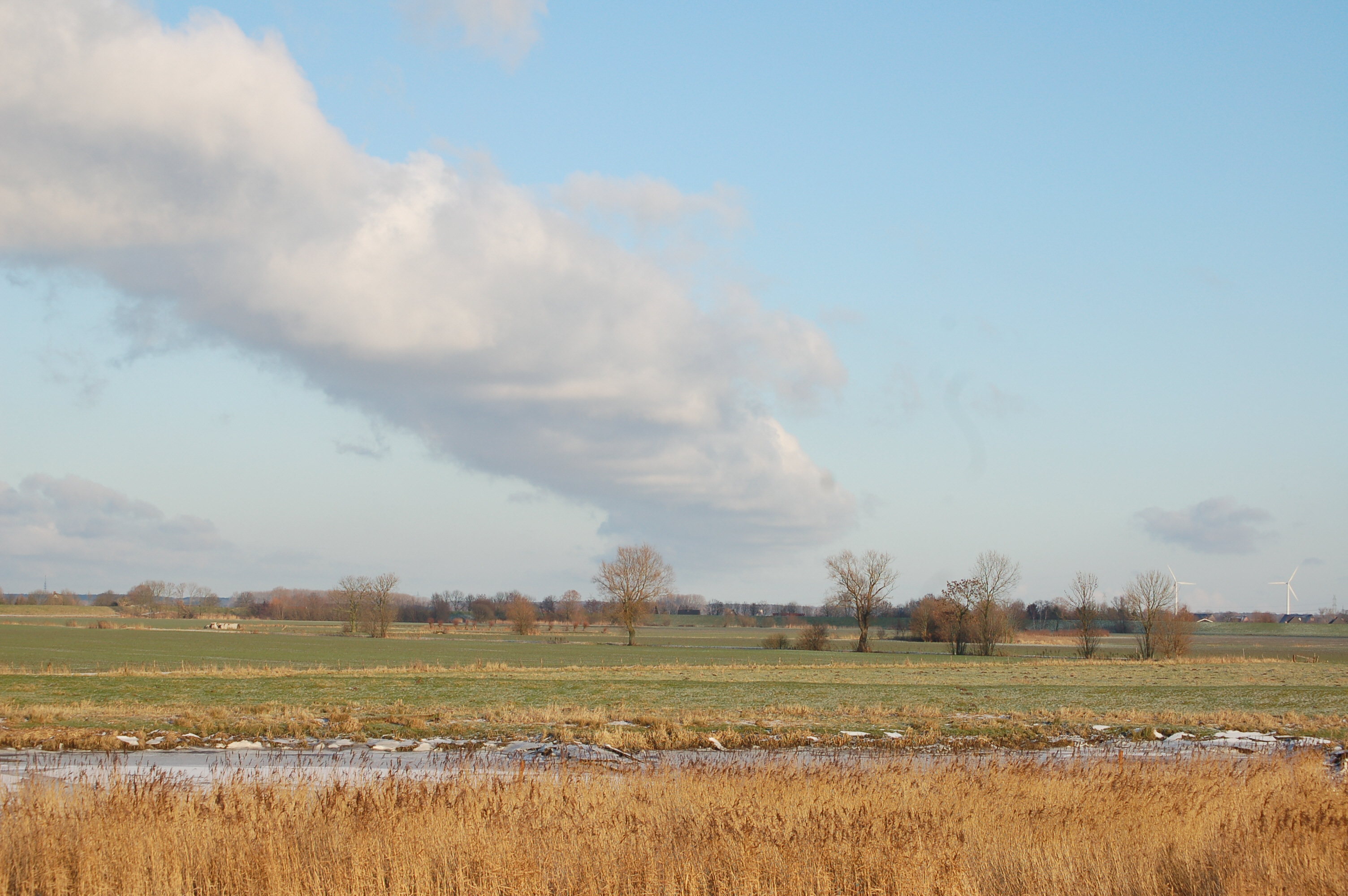
Seestermüher Marsch

## Voraussetzungen
Die Bedeckung der pleistozänen Oberfläche mit Meeressedimenten erfolgte ab dem Atlantikum, als die Nordsee durch den etwa bis zur Zeitenwende anhaltenden Meeresspiegelanstieg etwa bis zum heutigen Geestrand vorgedrungen war. Bedingt durch die Art der Ablagerung liegt die Oberfläche der Marschen nur wenige Dezimeter über dem Spiegel des mittleren Hochwassers. Ungeschützt war dieses erdgeschichtlich junge Land dem Einfluss des Meeres unterworfen. Heute haben Deichschutz und künstliche Entwässerung die Marschen in eine Kulturlandschaft verwandelt, in der die Kräfte des Meeres ausgeschaltet sind.

## Siedlungszeitraum
In vor- und frühgeschichtlicher Zeit bestand kein Deichschutz. Eine Besiedlung der Marschen war wegen der Überflutungsgefahr ein Wagnis. Trotzdem reichen die Zeugnisse der Anwesenheit des Menschen auf den Marschen bis in die Jungsteinzeit (4000–1500 v. Chr.) zurück. Belege für eine intensivere bäuerliche Nutzung liegen in Schleswig-Holstein aber erst für das 1. nachchristliche Jahrtausend vor. Die Untersuchung von Siedlungen, die zwischen der römischen Kaiserzeit (0–450 n. Chr.) und der Wikingerzeit (800–1050 n. Chr.) bestanden, konnte das Landschafts- und Siedlungsbild und die Form der Anpassung der Bewohner an ihre Umwelt aufzeigen.

## Nutzungsmöglichkeiten
Die durch menschliche Eingriffe nicht veränderte Marsch war von einem Netz steilwandiger Gezeitenrinnen durchzogen, in denen das Wasser meer- oder landwärts strömte. Die Oberfläche des aus tonig-sandigen Ablagerungen aufgebauten Landes war dort, wo Überflutungen häufig vorkamen, mit Salzwiesen (z. B. Salzbinse –Juncetum gerardi) bedeckt, die sich jedoch für eine Beweidung eignen. In schlecht entwässerten Bereichen wurde diese Vegetation von Schilfsümpfen abgelöst, die in Niederungs- und Hochmoore übergehen konnten. Baumbewuchs konnte hingegen nur in küstenfernen Regionen aufkommen. Auf den erhöhten Uferwällen der Priele fanden sich Reste frühgeschichtlicher Siedlungen. Die hier gröberen Sedimente des oberflächennahen Untergrundes waren, im Gegensatz zu den feinkörnigen des Hinterlandes, bei normaler Witterung verhältnismäßig gut entwässert, so dass sie eine geeignete Basis boten.

## Verkehr
Der Anreiz für eine Ansiedlung scheint die Lage an schiffbaren Gewässern gewesen zu sein. Während die Marschflächen bei ungünstiger Witterung schwer passierbar waren, boten die Priele, die einmündenden Flüsse und die Nordsee günstige Möglichkeiten für die Nutzung von Wasserfahrzeugen. Die frühgeschichtliche Marschenbesiedlung war daher dem Meer zugewandt. Auf jeder untersuchten Marschensiedlung der römischen Kaiserzeit fand man Scherben von Terra Sigillata, ein Anzeichen für Beziehungen mit dem Rheinmündungsgebiet. Auf den gleichzeitigen küstenfernen Geestsiedlungen in Schleswig-Holstein und Jütland wurde keine Scherbe dieser Keramik gefunden. Auch die frühen rotierenden Handmühlen, durch die die auf der Kimbrischen Halbinsel bis dahin gebräuchlichen Mahlsteine abgelöst wurden, finden sich in allen Marschensiedlungen der älteren römischen Kaiserzeit. Sie bestehen aus Lavabasalt und sind Importe aus der Eifel.

## Ernährungsbasis
Viehhaltung bildete bereits in frühgeschichtlicher Zeit die wirtschaftliche Grundlage der auf Selbstversorgung ausgerichteten Marschenbewohner. Rinder und Schafe überwogen. Das Pferd trat demgegenüber zurück, da es nur bedingt einsetzbar war. Schweine waren nicht so stark vertreten, wie auf zeitgleichen Geestsiedlungen. Hier machte sich das Fehlen der Eichelmast in der Seemarsch als Faktor bemerkbar. Trotz der Überflutungsgefahr wurde in der Nähe der Siedlungen an den günstigsten Stellen auch Ackerbau getrieben. Auf den Äckern scheint die Saubohne neben der Gerste die Hauptfrucht gewesen zu sein; daneben konnte der Anbau von Flachs und der Verzehr von Rispenhirse und Roggen und nachgewiesen werden.

## Hausbau
Die frühgeschichtlichen Marschensiedler lebten in Wohnstallhäusern, die sich im Prinzip nicht von jenen unterscheiden, die heute im nordfriesischen Utland anzutreffen sind. Von der römischen Kaiserzeit bis zur Neuzeit blieben Wohn- und Stallteil durch einen Quergang getrennt. Im Stallteil verlief ein Gang auf der Mittelachse des Hauses. Das Vieh stand beiderseits des Ganges in Boxen. Die Wände waren aus Flechtwerk, teilweise auch aus Kleisoden hergestellt. Kleisoden überwogen auf den am weitesten westlich liegenden Wohnplätzen.

## Wasserversorgung
Da bei Überflutungen alle Vertiefungen der Marschen mit Salzwasser angefüllt wurden, war die Versorgung mit Süßwasser für die Existenz der Siedlungen entscheidend. Daher findet man in ihnen sowohl Zisternen für Regenwasser, als auch Brunnen, die den oberflächennahen Horizont mit brackigem Grundwasser erschlossen. Im Bereich der Flussmündungen scheint diese Art der Wasserversorgung vernachlässigt worden zu sein. In Schleswig-Holstein können die Schwierigkeiten der Bewirtschaftung von Marschland noch heute studiert werden. Die Bewohner der Halligen befinden sich bei Sturmfluten in der gleichen Lage wie die frühgeschichtlichen Marschensiedler. Nach der Sturmflut von 1962 stellte die Beschaffung von Süßwasser für die Halligen ein Problem dar, das nur mit staatlicher Hilfe gelöst werden konnte.

## Verbreitung
Eine Anhäufung vor- und frühgeschichtlicher Marschensiedlungen findet sich im Elbmündungsraum, im Elbe-Weser-Dreieck (Feddersen Wierde) in Dithmarschen und in Eiderstedt. Sie treten als Flachsiedlungen aber auch als Warften auf. Für Warft sind in Friesland auch Begriffe, wie Warf, Wurt, Werft und Wierde geläufig. Diese wurden als Flachsiedlung gegründet und haben ihre Aufhöhung der Anhäufung organischer und anorganischer Stoffe zu verdanken. An der nordfriesischen Küste waren die Siedlungsmöglichkeiten auf wenige küstennahe Flächen beschränkt. Dahinter lag im 1. Jahrtausend n. Chr. ein ausgedehntes mit Mooren und Sümpfen bedecktes Alluvialland, das für die bäuerliche Nutzung schlecht geeignet war.

## Veränderungen
Die Erschließung dieses Landes erfolgte im Zusammenhang mit großräumigen Bedeichungen und künstlicher Entwässerung vom Beginn des 2. Jahrtausends an. Im Hochmittelalter entstand aus den unwegsamen Sümpfen und Mooren eine Kulturlandschaft, die aber infolge einer Reihe von Sturmflutkatastrophen der Gewalt des Meeres zum Opfer fiel.
Auf dem Boden des nordfriesischen Wattenmeeres blieben Teile der Oberfläche des alten Kulturlandes erhalten. An günstigen Stellen kommen sie bei Ebbe ans Tageslicht. Die Halligen, auf denen charakteristische Züge der altertümlichen Wirtschaftsweise hervortreten, sind dagegen erdgeschichtlich jung, und teilweise über den versunkenen Kulturflächen des Mittelalters aufgewachsen. Eine bis in die frühgeschichtliche Zeit zurückgehende Tradition der Halligwirtschaft ist an diesen Stellen nicht nachzuweisen. Es konnte aber nachgewiesen werden, dass der Schritt von einer intensiven zu einer extensiveren Wirtschaftsweise unter dem Druck des stärker werdenden Einflusses des Meeres erfolgte.